# Everts (I)

Familiewapen van Everts (adellijke tak)

Everts is een Nederlands geslacht waarvan enkele leden sinds 1821 tot de Nederlandse adel behoren. De adellijke tak stierf in 1974 uit.

## Geschiedenis
De stamreeks begint met Johann Evertz, vermeld in 1599. Bij KB van 9 januari 1821 werd Jacob Nicolaes Everts (1785-1846) verheven in de Nederlandse adel. Deze adellijke tak stierf uit in 1974.
In 1935-1936 werd het geslacht opgenomen in het Nederland's Patriciaat en heropname volgde in 2013; deze patriciaatstak leeft nog voort.

## Enkele telgen uit de adellijke tak
Jhr. Jacob Nicolaes Everts (1785-1846), generaal-majoor, Gouverneur der Residentie
- Jhr. dr. Edouard Jacques Guillaume Everts (1849-1932), entomoloog
- Jhr. ir. Charles Denis Anatole Guilian Everts (1853-1936), adjunct-directeur Gemeentewerken van 's-Gravenhage
  - Jhr. ir. François Edouard Charles Everts (1893-1974), viceconsul van Zweden te Semarang, laatste telg van de adellijke tak

## Enkele telgen uit de niet-adellijke takken
- Jacobus Everts (1740-1834), kunstschilder en tekenaar
- Mr. Philip Pelgrim Everts (1783-1843), maire en burgemeester van Twello
- Philip Pelgrim Everts (1839-1897), heer van Yerseke (1839-1897), officier, bankier, viceconsul en consul van Nederland te Brussel
- Mr. Izaäk Everts (1844-1916), jurist, lid gemeenteraad en wethouder van Arnhem, lid provinciale staten van Gelderland
- Johan Henri Everts (1847-1913), lid gemeenteraad en wethouder van Zaltbommel, commandant schutterij
- Franciscus Willem Everts (1849-1913), burgemeester en secretaris van Watergraafsmeer
- Johan Frederik Everts (1851-1905), stadsarchitect Gemeente Bussum
- Prof. ir. Stephanus Gerhard Everts (1852-1928), onder andere hoogleraar en rector magnificus TU Delft
- Mr. Hermannus Henricus Everts (1861-1942), jurist, notaris, lid gemeenteraad en wethouder van Voorst, genealoog
- Geertruida Woutrina Everts (1873-1952), klassiek zangeres; trouwde in 1907 met dr. Frederik van Eeden (1860-1932), letterkundige
- Mr. Bernardus Hendricus Everts (1873-1942), jurist, lid gemeenteraad en wethouder van Arnhem
- Dr. Gerhard Robert Everts, heer van Yerseke (1875-1942), Belgisch ambassadeur; trouwde in 1913 met Alexandra Comnène (1880-1961), ontwerpster en kunstschilderes
- Mr. Boudewijn Franciscus Everts (1876-1950), jurist, lid gemeenteraad van Arnhem, lid provinciale en gedeputeerde staten van Gelderland
- Johannes Everts (1878-1945), letterkundige, romancier en vertaler
- Mr. Johannes Everts (1882-1954), jurist, sociaal-hervormer en armoedebestrijder, Secretaris Armenraad van Amsterdam
- Hermanus Everts (1884-1964), architect
- Igminia Ignatia Everts (1898-1990); trouwde in 1926 met Zoltán Székely (1903-2001), violist en componist
- Mr. Jacob Everts (1916-2006), onder andere directeur Ministerie van Buitenlandse zaken, directeur UNDP en plaatsvervangend assistent-secretaris-generaal van de Wereldbank
- Robert Gérard Anders Everts (1918-2011), kunstschilder en fotograaf
- Elisabeth Everts (1920-1948), pianiste
- Clarine Everts (1937-2023); trouwde in 1959 met Hugo graaf van Zuylen van Nijevelt (1929-2018), oprichter-directeur van Duinrell
- Drs. Geldolph Adriaan Everts (1944), diplomaat UNHCR

Geslachten die opgenomen zijn in het sinds 1910 verschijnende genealogische naslagwerk Nederland's Patriciaat. Lijst volgens opgave van het CBG Centrum voor familiegeschiedenis.
A · B · C · D · E · F · G · H · I · J · K · L · M · N · O · P · Q · R · S · T · U · V · W · Y · Z